# 스미스붉은바위토끼
스미스붉은바위토끼(Pronolagus rupestris)는 토끼과에 속하는 포유류의 일종이다. 케냐와 말라위, 나미비아, 남아프리카공화국, 탄자니아 그리고 잠비아에서 발견된다.

## 특징
몸길이가 39~55cm이고 몸무게는 평균 약 2kg이다. 등쪽 털은 갈색이고 아주 굵은 반면에 배쪽은 양털처럼 부드럽고 희다.

## 생태
야행성 동물이고 매우 조심스럽고 의심스러워한다. 낮 동안에는 울창한 풀 속이나 바위 또는 나무 줄기 사이의 구멍 속에 은신한다. 외부에 발견되면 숨기위해 달렸다가 다시 나오기 전에 항상 최대한 경계를 유지한다. 쫓김을 당하면 가장 가깝고 안전한 은신처로 빨리 달려가 숨는 경향이 있고, 위험 지역에 있는 다른 동물에게 알리거나 침입자를 놀라게 하기 위해 요란한 소리를 내기도 한다. 일부는 작은 무리를 짓는 것으로 보이지만 대체로 독거 생활을 하는 습성이 있다.